# لهجة تلمسانية
التلمسانية أو اللهجة التلمسانية هي لهجة مدينة تلمسان. لهجة مدينية قبل الهلالية، متأثرة باللهجة الأندلسية. وهي واحدة من المكونات الإقليمية الدارجة الجزائرية تنتمي لعائلة اللهجات المغاربية.

## الأبجدية والنطق

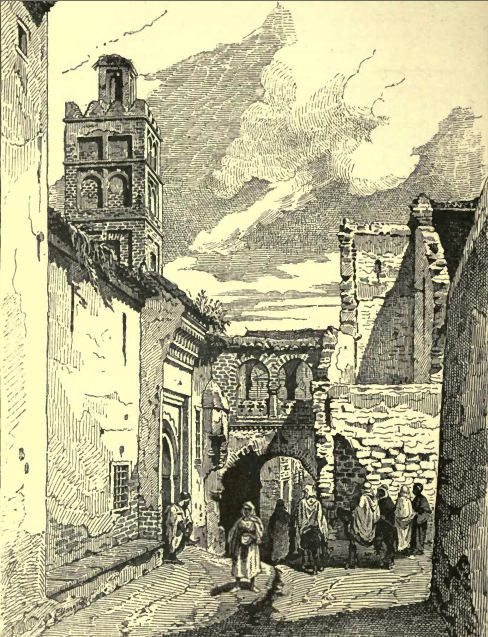
حي بتلمسان، في نهاية القرن الثامن عشر.

تتميز بإبدال حرف « القاف » - المستمد من اللغة العربية- من قبل حرف « أ » أو الهمزة، وهي حالة فريدة من نوعها في الجزائر، ولكن موجودة في اللهجات الحضرية في مصر ولبنان وسوريا، وكذلك فاس. وتجدر الإشارة إلى أن الحروف « ڨ » (مثل كلمة ڨرع وڨيطون) يلفظ بشكل طبيعي كما هي في الدارجة الجزائرية عامة. في الأصل ضمن غزو العثمانيين (أتراك) لتلمسان، تعذر لهم نطق حرف القاف بطريقة صحيحة. انما صعوبة نطق هاذا الحرف أستبدل بحرف الألف (مثل كلمة قط تنطق أط،  قصير تنطق أصير) و لكن ليس كل كلمة بحرف قاف تستبدل ب أ .